# Swedish Open 1996
Lo Swedish Open 1996 è stato un torneo di tennis giocato sulla terra rossa. È stata la 49ª edizione dello Swedish Open, che fa parte della categoria World Series nell'ambito dell'ATP Tour 1996. Si è giocato al Båstad Tennis Stadion di Båstad in Svezia, dall'8 al 15 luglio 1996.

## Campioni

### Singolare
Magnus Gustafsson ha battuto in finale  Andrij Medvedjev con il punteggio di 6–1 6–3

### Doppio
David Ekerot /  Jeff Tarango hanno battuto in finale  Joshua Eagle /  Peter Nyborg con il punteggio di 6–4 3–6 6–4